# Heringen (Werra)
Heringen is een plaats in de Duitse deelstaat Hessen, gelegen in de Landkreis Hersfeld-Rotenburg. De stad telt 7.146 inwoners.

## Geografie
Heringen (Werra) heeft een oppervlakte van 61,18 km² en ligt in het centrum van Duitsland, iets ten westen van het geografisch middelpunt.

## Zoutberg

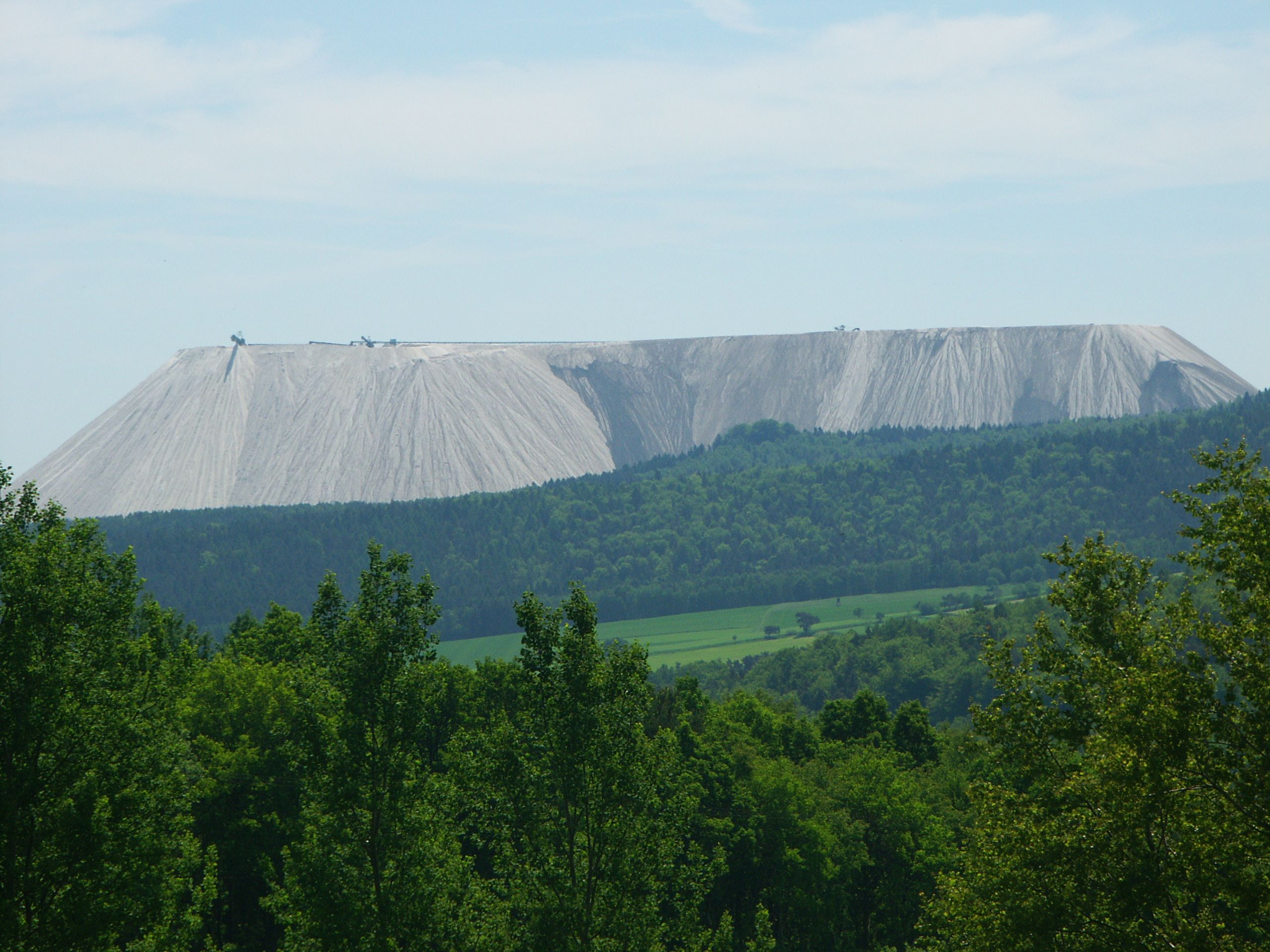
De Monte Kali van Heringen

Bij de plaats ligt een grote kaliberg, een van de negen afvalbergen in Duitsland van de kalizout-mijnbouw. De berg heeft de bijnaam Monte Kali en steekt 200 meter boven het omringende landschap uit; de top ligt circa 505 meter boven Normalnull. Op de berg wordt nog steeds (2021) steenzout gestort; de Monte Kali groeit dus nog.  Ter voorkoming van milieuschade worden allerlei maatregelen genomen, waaronder het bevochtigen van het gestorte zout, tegen verstuiving. Als enige van de 9 zoutafvalbergen kan deze Monte Kali in het kader van excursies met een gids door toeristen worden beklommen.
Alheim ·
Bad Hersfeld ·
Bebra ·
Breitenbach a. Herzberg ·
Cornberg ·
Friedewald ·
Hauneck ·
Haunetal ·
Heringen (Werra) ·
Hohenroda ·
Kirchheim ·
Ludwigsau ·
Nentershausen ·
Neuenstein ·
Niederaula ·
Philippsthal (Werra) ·
Ronshausen ·
Rotenburg an der Fulda ·
Schenklengsfeld ·
Wildeck